# Teinobasis prothoracica
Teinobasis prothoracica là một loài chuồn chuồn kim trong họ Coenagrionidae.
Loài này được xếp vào nhóm loài thiếu dữ liệu trong sách Đỏ của IUCN năm 2007.
Teinobasis prothoracica được Selys miêu tả khoa học năm 1877.